# Flavia Pennetta
Flavia Pennetta (Brindisi, 25. veljače 1982.) umirovljena je talijanska tenisačica. Prva je Talijanka koja je dospjela u WTA Top 10 (17. kolovoza 2009.) i prva talijanska tenisačica koja je osvojila US open u povijesti talijanskog tenisa i to u samom finišu svoje karijere.
Profesionalno se bavi tenisom od 2000. Sudjelovala je u talijanskom osvajanju Fed Cupa 2006. i 2009. U paru s Jelenom Dementijevom ušla je 2005. u finale US Opena, gdje su poražene od kombinacije Stosur-Raymond.

## Vanjske poveznice
- Neslužbena stranica  Arhivirana inačica izvorne stranice od 12. siječnja 2020. (Wayback Machine) (engl.)
- WTA profil  Arhivirana inačica izvorne stranice od 24. rujna 2010. (Wayback Machine) (engl.)
- Fed Cup profil (engl.)

### Ostali projekti
|  | Zajednički poslužitelj ima još gradiva o temi Flavia Pennetta |